# DN15E
DN15E este un drum național de 46 km, care face legătura între Târgu Mureș și Satu Nou (DN16).